# Zapadna Europa
██ Istočna Europa
██ Sjeverna Europa
██ Južna Europa
██ Zapadna Europa
██ Sjeverna Europa
██ Zapadna Europa
██ Južna Europa
██ Srednja i istočna Europa
Zapadna Europa je najrazvijenija regija Europe. Čine je Ujedinjeno Kraljevstvo, Irska, Nizozemska, Belgija, Luksemburg, Francuska i Monako,[nedostaje izvor] no postoje i drugačije podjele. 

## Geografski položaj
Sve države zapadne Europe, osim Luksemburga i Monaka, imaju izlaz na Atlantski ocean. To je postalo posebno važno nakon prerastanja SAD-a u prvu gospodarsku silu svijeta. Položaj na Atlantskom oceanu omogućio je tim zemljama da odigraju bitnu ulogu u otkrivanju i kolonizaciji Novoga svijeta. Osim što su iskorištavali jeftinu radnu snagu i velika prirodna bogatsva kolonija, one su i širile europsku kulturu i civilizaciju. Danas je Sjeverno more (a posebno Engleski kanal tj. La Manche) jedno od najprometijih svjetskih područja.

U mora te regije ulijevaju se mnoge prometno važne rijeke na kojima su velike europske luke. To su npr. rijeke Rajna, Temza, Seine, Schelde, Loire, Gironde.

### Prirodno-geografska obilježja
U reljefu zapadne Europe prevladavaju stara gromadna gorja, riječne doline i zavale. Prostor je pogodan za naseljavanje i gradnju prometnica. Teže prohodno mlado gorje nalazi se samo na jugu Francuske (Alpe i Pirineji). Na granici Francuske i Italije, u Alpama, nalazi se najviši vrh Europe, 4807 metara visoki Mt. Blanc.
Klima je većinom umjereno topla. Zapadni vjetrovi, što pušu s oceana, donose dovoljno oborina. Razlike u temperaturama između ljeta i zime nisu velike zbog oceana. Na krajnjem jugu javlja se i sredozemna klima, a u najvišim dijelovima Alpa polarna klima. Vegetacija listopadnih i miješanih šuma postupno je zamijenjena oranicama i pašnjacima te područjima gdje su sagrađeni objekti.

### Utjecaj mora
Pomorstvo je višestoljetna tradicija u zapadnoj Europi. Danas je pomorski promet najjeftiniji i najčešće se upotrebljava za prijevoz robe u međunarodnoj trgovini - morem se preveze oko 4/5 robe u svjetskoj trgovini. Luke su uglavnom u estuarijima rijeka. Zbog velikih razlika između plime i oseke (do 10 m), more ponegdje prodire čak 100 km uzvodno omogućavajući uplovljavanje i velikim brodovima, a tijekom oseke se povlači, čisteći i produbljujući korito rijeke. Primjeri luka na estuarijima su London i Amsterdam.
Velike količine ribe love se u Sjevernom i ostalim morima. Posebno je važno ribolovno područje pličina Dogger Bank, gdje se u proljeće lovi bakalar i sleđ. Noviji problemi su pretjeran izlov i sve veća onečišćenost Sjevernog mora.
Bogata nalazišta nafte i plina otkrivena su oko 1960. godine u Sjevernom moru. Države koje imaju izlaz na to more podijelile su ga na sektore u kojima svaka od njih ima pravo koristiti prirodna bogatstva mora i podmorja. Najviše nafte među državama zapadne Europe vadi Ujedinjeno Kraljevstvo, a plina Nizozemska. Sagrađene su brojne naftne platforme, plinovodi i naftovodi. Ipak, sve zemlje zapadne Europe moraju uvoziti naftu zbog velikih potreba.

## Stanovništvo
Zapadna Europa je najgušće naseljen dio Europe. Sve države, osim Irske, imaju gustoću naseljenosti veću od 100 st/km2, a Nizozemska i Belgija te jugoistok Ujedinjenog Kraljevstva i sjever Francuske i više od 300 st/km2. Razlozi za tako veliku koncentraciju stanovništva su povoljan prirodni položaj regije i gospodarska razvijenost, te nizinski reljef i umjereno topla klima.
Narodi zapadne Europe pripadaju germanskoj i romanskoj skupini indoeuropske porodice. Germani su Englezi, Nizozemci, Luksemburžani i Flamanci (jedan od dva većinska naroda u Belgiji). Romanskoj skupini pripadaju Francuzi i Valonci (narod koji živi u južnoj Belgiji). Škoti, Velšani i Irci pripadaju posebnoj skupini naroda unutar indoeuropske porodice.
Natalitet i mortalitet u državama zapadne Europe je nizak, osim u Irskoj. Porast broja stanovnika je spor, povećava se udjel starog, a smanjuje udjel mladoga stanovništva. Manjak mlađeg stanovništva očituje se u nedostatku radne snage u visoko razvijenim gospodarstvima tih zemalja. To se rješava zapošljavanjem stranaca koji se doseljavaju iz slabije razvijenih zemalja te iz bivših kolonija zapadnoeuropskih država (npr. Alžirci i Tunižani u Francusku te Indijci u Ujedinjeno Kraljevstvo).
Većina stanovnika zapadne Europe pripada kršćanskoj regiji (protestanti i katolici). Stupanj urbanizacije je vrlo visok. Belgija, Nizozemska, Luksemburg i Ujedinjeno Kraljevstvo su među najurbaniziranijim zemljama svijeta. Tradicionalna sela zadržala se se samo još u Francuskoj. Širenjem gradova u prostor nastaju velike gradske regije - aglomeracije (na primjer Pariz.) U vrlo gusto naseljenim područjima dolazi do srašćivanja susjednih gradova u konurbacije. Dobar primjer konurbacije je belgijski tzv. Zlatni trokut (Bruxelles - Antwerpen - Gent).

## Gospodarstvo
Razvijenost gospodarstva zapadnoeuropskih država očituje se u visokom narodnom dohotku po stanovniku te visokom životnom standardu. Zapadna Europa je postindustrijsko društvo. Sve je više zaposlenih u uslužnim djelatnostima, a sve manje u industriji, no industrijska proizvodnja se ne smanjuje. U informatiziranoj industriji radnike zamjenjuju strojevi.
Visoka ulaganja, suvremena tehnologija i izvrsna organiziranost donose poljoprivrednoj proizvodnji visoke prinose, unatoč slabijim prirodnim uvjetima (ne osobito plodnim tlima). Stočarstvo je važnije od ratarstva zbog prirodnih uvjeta (velike površine nad pašnjacima i vlažna klima). Uglavnom je pregonsko, što znaći da stoka pase u ograđenim pašnjacima, a kad popase travu, pregoni se na sljedeći uređeni pašnjak. Viškovi poljoprivrednih proizvoda nude se na svjetskom tržištu.
Najvažnija izvozna grana gospodarstva je industrija. Ta regija i danas je jedno od vodećih industrijskih područja svijeta. U vrijeme prve i druge industrijske revolucije prevladavale su takozvane prljave industrije (npr. crna metalurgija, tj. prerada željezne rude), a danas prevladavaju proizvodnja složenijih proizvoda (automobili, strojevi, elektronski uređaji) te petrokemija (prerada nafte) i prehrambena industrija. Sve se više uvodi tzv. čista industrija, kao i industija visoke tehnologije.
Uslužne djelatnosti su vrlo razvijene i u njima radi većina zaposlenih. Zapadna Europa je poznata po razvijenoj trgovini (1/3 svjetske međunarodne trgovine povezana je s tom regijom), prometu i bankarstvu. Države zapadne Europe poznate su i po brojnim turističkim područjima, npr. skijalištima u francuskim Alpama, gradovima prepunim kulturno-povijesnih znamenitosti (npr. Pariz, London, Amsterdam...), kupališnom turizmu elitne Azurne obale u Francuskoj itd.

## Države zapadne Europe
- Ujedinjeno Kraljevstvo
- Irska
- Nizozemska
- Belgija
- Luksemburg
- Francuska
- Monako

## Vanjske poveznice
Na engleskom
- the european sub-regions according to the UN
- Teaching about Western Europe  Arhivirana inačica izvorne stranice od 1. lipnja 2006. (Wayback Machine)